# Kitscoty
Kitscoty ist eine Gemeinde im zentralen Osten von Alberta, Kanada, welche seit 1911 den Status eines Dorfes (englisch Village) hat. Sie liegt in der Region Zentral-Alberta und etwa 230 Kilometer östlich von Edmonton bzw. etwa 25 Kilometer westlich von Lloydminster und damit der Grenze zur benachbarten Provinz Saskatchewan.
Der Verwaltungsbezirk („Municipal District“) County of Vermilion River hat seinen Verwaltungssitz in der Gemeinde.

## Demographie
Der Zensus im Jahr 2016 ergab für die Gemeinde eine Bevölkerungszahl von 925 Einwohnern, nachdem der Zensus im Jahr 2011 für die Gemeinde eine Bevölkerungszahl von 846 Einwohnern ergab. Die Bevölkerung hat dabei im Vergleich zum letzten Zensus im Jahr 2011 ähnlich der Entwicklung in der Provinz um 9,3 % zugenommen, während der Provinzdurchschnitt bei einer Bevölkerungszunahme von 11,6 % lag. Im Zensuszeitraum 2006 bis 2011 hatte die Einwohnerzahl in der Gemeinde weit überdurchschnittlich um 19,3 % zugenommen, während sie im Provinzdurchschnitt um 10,8 % zunahm.

## Verkehr
Kitscoty ist für den Straßenverkehr durch den Alberta Highway 16, welcher die Gemeinde in Ost-West-Richtung passiert und der hier die nördliche Route des Trans-Canada Highway ist, erschlossen. Weiterhin wird die Gemeinde von einer Strecke der Canadian National Railway durchquert.